# Rose Christiane Raponda
Rose Christiane Ossouka Raponda (Franceville, 30 de junho de 1963) é uma política do Gabão que serviu como vice-presidente do seu país de janeiro a agosto de 2023. Foi anteriormente primeira-ministra do Gabão, sendo a primeira mulher chefe de governo do país.
Foi anteriormente prefeita de Libreville e ministra da defesa de fevereiro de 2019 a julho de 2020.

## Biografia
Raponda nasceu no ano de 1964 em Franceville, sendo da etnia Mpongwe. É graduada em economia e finanças públicas pelo Instituto Gabonês de Economia e Finanças. Trabalhou como Diretora Geral de Economia e Vice Diretora Geral da Housing Bank of Gabon. Serviu como ministra do Orçamento e Finanças Públicas de fevereiro de 2012 até janeiro de 2014.
Raponda foi eleita Prefeita da capital Libreville em 26 de janeiro de 2014, representando o Partido Democrático Gabonês. Ela foi a primeira mulher a ocupar a posição desde 1956 onde permaneceu até 2019. Raponda também se tornou Presidente das Cidades Governos Locais Unidos da África.
Em 12 de fevereiro de 2019, Raponda foi nomeada Ministra da Defesa do Gabão pelo Presidente Ali Bongo Ondimba após uma tentativa de golpe em janeiro de 2019.
Em 16 de julho de 2020, Raponda foi nomeada Primeira-Ministra do Gabão, depois que seu predecessor Julien Nkoghe Bekale deixou o cargo. É a primeira mulher a ocupar o cargo. Sua nomeação ocorre durante as crises de saúde e econômica provocadas pela pandemia de COVID-19 e a queda do preço do petróleo, um dos principais recursos do país.